# Vuoriyarvite-K
La vuoriyarvite-K è un minerale.

## Etimologia
Prende il nome dalla località di scoperta: il lago Vuoriyarvi, nella penisola di Kola.